# Macliach
Macliach (hebrejsky מַצְלִיחַ, v oficiálním přepisu do angličtiny Mazliah, přepisováno též Matzliah) je vesnice typu mošav v Izraeli, v Centrálním distriktu, v Oblastní radě Gezer.

## Geografie
Leží v nadmořské výšce 86 metrů na pomezí hustě osídlené a zemědělsky intenzivně využívané pobřežní nížiny a regionu Šefela, na jihovýchodním okraji aglomerace Tel Avivu.
Obec se nachází 17 kilometrů od břehu Středozemního moře, cca 20 kilometrů jihovýchodně od centra Tel Avivu, cca 37 kilometrů severozápadně od historického jádra Jeruzalému a 1 kilometr od jižního okraje města Ramla. Macliach obývají Židé, přičemž osídlení v tomto regionu je etnicky převážně židovské. Pouze ve městech Lod a Ramla severně odtud žije cca dvacetiprocentní menšina izraelských Arabů.
Macliach je na dopravní síť napojen pomocí silnice dálničního typu číslo 431, která byla dokončena počátkem 21. století a míjí vesnici na severní straně. Ta se západně od mošavu kříží s dálnicí číslo 40. Další dálnice číslo 6 míjí vesnici na východní straně. Paralelně s ní také mošav na východě míjí železniční trať z Lodu na jih, do Beerševy.

## Dějiny

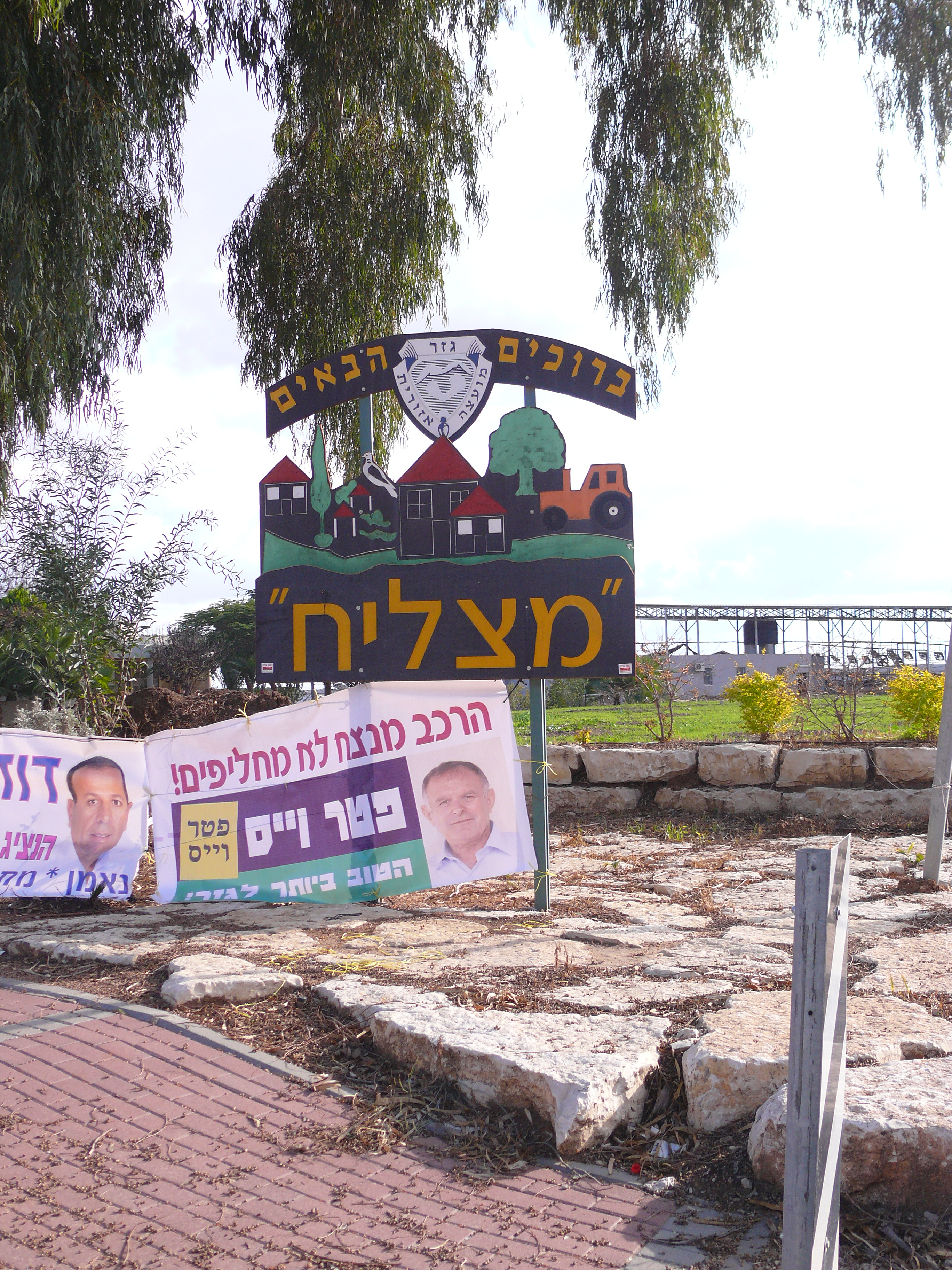
Vjezd do mošavu Maclijach

Macliach byl založen v roce 1950. Zakladateli vesnice byla skupina stoupenců karaitského judaismu z Egypta. Mošav byl nazván podle středověkého karaitského učence Sahla ben Macliacha (maclijach také znamená úspěšný). Zakladatelská osadnická skupina se před zřízením nynější vesnice připravovala v provizorním přistěhovaleckém táboře v Pardes Chana. Většina z prvních obyvatel mošavu neměla předchozí zkušenost se zemědělskou obživou a v původní vlasti se zabývali šperkařstvím. V roce 1955 Židovská agentura posílila obyvatelstvo vesnice o další skupinu, tentokrát Židů z Maroka a později i z dalších zemí. Z poloviny vesnice zároveň odešli původní karaitští obyvatelé.
Mošav patří k nejlidnatějším v Izraeli. Správní území obce dosahuje cca 2000 dunamů (2 kilometry čtvereční). Místní ekonomika je stále zčásti založena na zemědělství. Funguje tu 101 rodinných farem. Od poloviny 90. let 20. století tu proběhla výstavba nových obytných distriktů určených pro čistě rezidenční účely, bez vazby na zemědělské hospodaření.

## Demografie
Podle údajů z roku 2014 tvořili naprostou většinu obyvatel v Macliachu Židé (včetně statistické kategorie "ostatní", která zahrnuje nearabské obyvatele židovského původu ale bez formální příslušnosti k židovskému náboženství).
Jde o menší obec vesnického typu s dlouhodobě rostoucí populací. K 31. prosinci 2014 zde žilo 1284 lidí. Během roku 2014 populace stoupla o 0,8 %.
| Rok            | 1961 | 1972 | 1983 | 1995 | 2001 | 2003 | 2004 | 2005 | 2006 | 2007 | 2008 | 2009 | 2010 | 2011 | 2012 | 2013 | 2014 |
| -------------- | ---- | ---- | ---- | ---- | ---- | ---- | ---- | ---- | ---- | ---- | ---- | ---- | ---- | ---- | ---- | ---- | ---- |
| Počet obyvatel | 660  | 662  | 565  | 801  | 1000 | 1058 | 1126 | 1161 | 1183 | 1206 | 1242 | 1197 | 1197 | 1228 | 1245 | 1273 | 1284 |